# Canal 21 Ebre
Canal 21 Ebre és un canal de televisió privat que emet a l’àmbit de les Terres de l'Ebre. És propietat del grup Doble Columna i té la seua seu a Tortosa.
Va iniciar les seues emissions a la televisió digital terrestre el 19 de març de 2010.

## Programació
Alguns dels programes més destacats de Canal 21 Ebre són:
- L'informatiu, espai de notícies.

- Primera columna, magazín matinal.
- L'entrellat, tertúlia política.
- Districte 21, magazín de tarda.
- Temps afegit i Poliesportiu, espais de temàtica esportiva.

## Història
L'embrió de Canal 21 Ebre fou TeveON.tv, un canal de televisió orientat a les Terres de l'Ebre i el Baix Maestrat  que emetia únicament per Internet i que fou llançat per Doble Columna l'any 2007.
L’any 2009 Doble Columna va arribar a un acord amb el Canal Català per començar a emetre el canal a través de la televisió digital terrestre a partir de l'any següent.
La denominació "Canal 21 Ebre" prové de "Canal 21", una antiga televisió local de les Terres de l’Ebre creada l’any 1988 però sense vinculació empresarial amb Doble Columna. Canal 21 obtingué una llicència al concurs de la TDT per a les Terres de l'Ebre, però va acabar incorporant-se al grup Canal Català.